# Boerke Naas

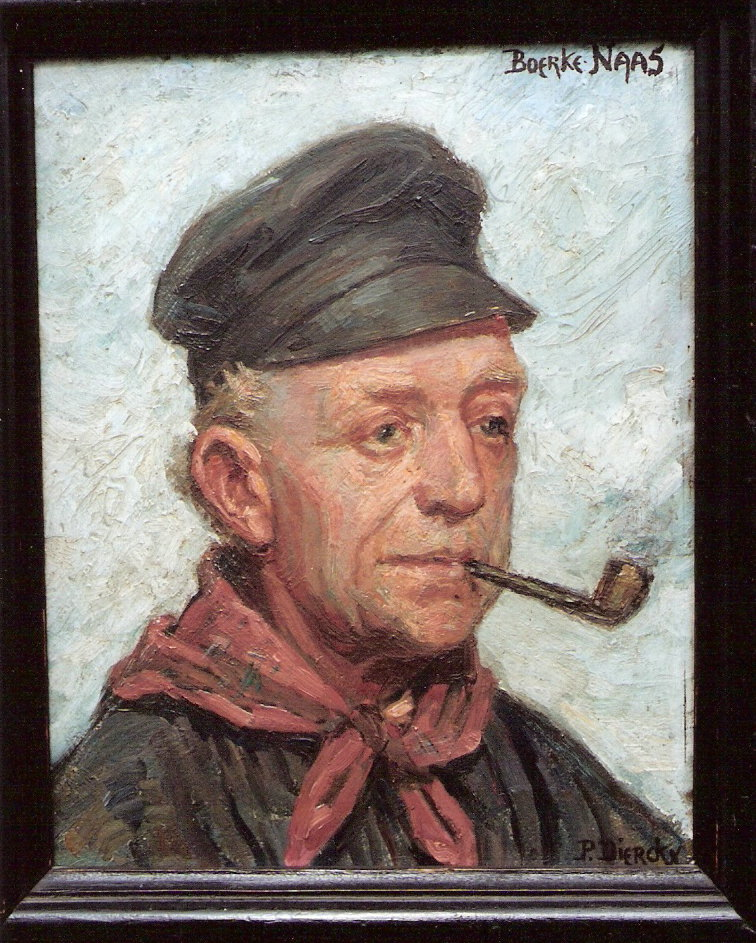
Boerke Naas, naar het gedicht door Guido Gezelle

Boerke Naas is een gedicht van Guido Gezelle. Hij heeft het in oktober 1868 gepubliceerd in Rond den Heerd en nadien in de bundel Liederen, eerdichten et reliqua. Het is een van de bekendste gedichten van Gezelle. "Boerke Naas" werd in Vlaanderen een begrip en komt terug in de naam van onder meer enkele verenigingen. Het thema van het gedicht, een dief die verleid wordt om zijn munitie op te schieten, is historisch reeds langer gekend.

## Tekst
De eerste strofe luidt als volgt:
Wie heeft er ooit het lied gehoord,

het lied van Boerke Naas?

't En ha, 't is waar, geen leeuwenhert,

maar toch, 't en was niet dwaas.

## Thema
Het thema, een rover die verleid wordt om zijn munitie te verspillen, is een gekend thema. Zo is er een treffende overeenkomst tussen Boerke Naas en een verhaaltje uit de Nederlandse krant Tydinghe uyt Verscheyden Quartieren uit 1649. Hier wordt bericht over een boer die zijn jaarlijkse belastingen naar de overheid wil brengen. Onderweg wil een ruiter hem beroven van zijn geld. De boer vraagt om een gat door zijn hoed en zijn "rock" (mantel) te schieten. De rover schiet zijn beide pistolen leeg, waarna de boer hem van zijn paard trekt en doodt. Dit soort verhalen is in de internationale volksverhalencatalogus gekend onder de naam "The robber disarmed".

## Auteurschap
In 2011 beweerde Guido Lauwaert dat eigenlijk Eugeen van Oye de oorspronkelijke auteur van het gedicht was. Gezelle zou, volgens hem, meer werk van zijn leerlingen als eigen werk hebben uitgegeven. Nog niet publiek gemaakte bronnen van het Gezellehuis zouden dit bewijzen. 
De bewering van Lauwaert lijkt op niets te berusten, want van bronnen hierover in het Gezellehuis of het Gezellearchief is geen spoor gevonden. Guido Gezelle heeft zelf de herkomst van "Boerke Naas" toegelicht bij de eerste publicatie van het gedicht in Rond den Heerd, en verwezen naar kardinaal Nicholas Wiseman, die hem persoonlijk de grap had verteld. Jozef Boets bevestigde de Wiseman-versie.
Over Van Oye-gedichten die als Gezellewerk zouden bekend hebben gestaan, is er maar één tekst bekend,  een kwatrijn in Van Oyes dichtbundel Vonken en Stralen, dat voordien naamloos was verschenen in Rond den Heerd op 15 december 1866, vandaar de verwarring. Het luidde: 
Vergeefs zal ooit onschoone hand 

naar schoonheid willen grijpen: 

men kan den eenen diamant 

maar met den anderen slijpen!

Het was per vergissing dat dit kwatrijn later aan Gezelle werd toegeschreven. Het werd nog wel, voor de volledigheid, in het Verzameld Dichtwerk bij de kleengedichtjes opgenomen, maar met de vermelding dat het niet van Gezelle was. Naast het duidelijk bewijs door de opname in de dichtbundel van Van Oye, is er het kwatrijn zelf met het on-Gezelliaans woord onschoone en met een moeizame tekst die duidelijk wijst op een andere auteur dan Gezelle, die op een heel andere manier tevoorschijn komt in de zwierige, humoristische, volkse en vlotte tekst van "Boerke Naas".

## Boerke Naas als inspiratiebron
Boerke Naas was de inspiratiebron voor de naam van verschillende verenigingen en andere zaken:
- Het is de naam van een volkskunstgroep uit Sint-Niklaas.[9]
- Het is de naam van een vereniging voor gehandicapten te Nijlen.